# Baba Kama (Talmud)
Baba Kama (en hebreo: בבא קמא) es el primer tratado del orden Nezikín de la Mishná y el Talmud. Originalmente fue la primera parte del orden Nezikín dedicada al derecho civil rabínico, y cubre los diversos aspectos de la responsabilidad legal y la indemnización.

## Estructura del tratado

### Introducción
El tratado desarrolla en los primeros seis capítulos los aspectos generales y las órdenes específicas de la responsabilidad legal sin intención criminal previa. La Torá tiene cuatro categorías de daños (Nezikín) que requieren una compensación por el daño causado a otras personas o a sus bienes: el toro, el pozo (Éxodo 21:33-34), el fuego (Éxodo 22:5) y por último el maaveh (hay varias opiniones sobre su significado). 
El Toro representa los daños causados por nuestros animales que se mueven por voluntad propia
Los daños causados por el toro son de tres tipos: el cuerno (Éxodo 21:28-30), el diente y la pierna (Éxodo 22:4).
el cuerno representa la cornada que da un animal, lo cual no es algo habitual y el animal no lo disfruta 
el diente: representa cuando un animal come algo que no le corresponde, puede pasar y el animal lo disfruta
la pierna: el simple andar del animal, es habitual que rompa o aplaste algún objeto, el animal no lo disfruta
En cualquiera de estos tres casos y según la situación y el lugar donde ocurre el hecho el dueño del animal deberá o no pagarle al dañado. 
La Torá también distingue entre el toro inocente, que no había corneado previamente, y el toro 3 veces amonestado, cuyo dueño ha sido informado de la peligrosidad del animal.
El pozo, representa los daños causados por nuestras acciones que por estar en un lugar incorrecto, ocasionaron un daño a un tercero, ejemplo hacer un pozo, ejemplo plantar un árbol en la mitad de una calle
El fuego, también representa los daños causados por nuestras acciones, con la diferencia que estas acciones necesitaron de otro tipo de ayuda para poder ocasionar un daño, en caso del fuego, necesito del viento para ir al campo del vecino y provocar un incendio 
Hay grandes discusiones para tratar de categorizar cada daño en el lugar que corresponda, como ejemplo, Si estoy construyendo mi casa, y en el techo dejó unos ladrillos, y esos ladrillos por estar mal acomodados se caen en la mitad de la calle, y cuando viene un auto, pega contra esos ladrillos. que tipo de daño es? usted lo relaciona con en pozo? ya que esos ladrillos estaban quietos en la mitad de la calle o los considera como el fuego? ya que necesitaron estar mal posicionados para caerse?
Cada uno de estos daños, cumple con una legislación específica, todos tienen en común una tendencia natural al daño, y por lo tanto deben ser vigilados de cerca, bajo pena de reembolso con los mejores bienes inmuebles.
Los reembolsos por daños deben efectuarse en condiciones precisas (en los tribunales de justicía, en presencia de testigos fidedignos, y según criterios de localización, naturaleza de los daños, tipo de bienes dañados, etc.